# Filodike
Filodike (gr. Φιλοδίκη Philodíkē, łac. Philodice) – w mitologii greckiej królowa Mesenii.
Uchodziła za córkę boga Inachosa. Z Leukipposem, który był jej mężem, miała córki Hilajrę (Hilaejra) i Fojbe (Febe).